# Гидромен
Гидромен (англ. Hydro-Man), настоящее имя Моррис Бенч (англ. Morris Bench) — персонаж, супер-злодей комиксов издательства Marvel Comics. Наиболее известен как враг Человека-паука и как член Ужасающей Четвёрки.

## История публикаций

Обложка The Amazing Spider-Man #212 (Январь 1981). Первое появления Гидромена. художник — Джон Ромита-младший

Гидромен был создан сценаристом Деннисом О’Нилом и художником Джоном Ромитой-младшим. Его первое появление состоялось в The Amazing Spider-Man #212 (Январь 1981).

## Биография

### Моррис Бенч
Во время сражения Человека-Паука и Нэмора, происходившем в открытом океане, один из матросов, Моррис Бенч, случайно выпал за борт. В этот момент на дне был установлен экспериментальный термоядерный реактор, который под воздействием подводных вулканических газов превратился в источник необычной энергии. Энергия превратила Бенча в Гидромена. Побочным эффектом приобретения супер-способностей стала потеря рассудка, и Гидромен стал супер-злодеем. В своих неудачах он обвинил Человека-Паука и начал на него охоту, однако был побеждён в их первом бою.
Вскоре после этого Гидромен смешался с Песочным Человеком, в результате чего на свет появилось ужасное существо — Грязь. В этой форме и Гидромен и Песочный Человек имели ограниченный интеллект и не могли использовать свои первичные способности как раньше. Несмотря на то, что существо состояло из двух злодеев, среди них не было доминирующей личности, они оба влюбились в бывшую девушку Бенча, — Сэди Фрикетт. Вскоре после этого, шоумен Трэвис Рейв предложил Сэди и Грязи сняться в шоу. На пике славе Сэди от волнения поцеловала Трэвиса, что вызвало ревность со стороны Грязи. Тот похитил Сэди и удерживал её на вершине небоскрёба. После распыления особого химического газа Гидромен и Песочный Человек отделились друг от друга.
Они оба были потрясены пережитым, и Моррис решил вступить в какую-нибудь команду супер-злодеев, чтобы никогда не оставаться одному. Гидромен был участником команд «Ужасающая Четвёрка», «Зловещий Синдикат», «Ассамблея Зла» и работал на миллионера Джастина Хаммера. Работая на Хаммера, Гидромен сражался с Громовержцами. После распада группы он начал сотрудничать с Шокером. Впоследствии был нанят Зелёным гоблином и стал частью его Зловещей дюжины, чтобы убить Человека-Паука, однако снова был побеждён.
Он был одним из 46 супер-злодеев, сбежавших из тюрьмы во время конфронтации Саурона и Электро. Перед побегом он пытался утопить Джессику Дрю, Мэтта Мёрдока, Фогги Нельсона и Люка Кейджа.
После событий Гражданской войны он появился рядом с Шокером и Бумерангом. Вместе они попытались ограбить аукционный дом Бейли, но были прерваны Человеком-Пауком, а затем на их пути встали Воитель и Комодо. Они попытались сбежать, но были остановлены Алыми Пауками.
Не так давно Моррис решил уйти из преступного мира, совершив последнее в своей жизни ограбление. Ему помешал Человек-Паук, и Гидромен твердо решил не бросать преступность, не отомстив ненавистному супер-герою.
Когда Гидромен был членом Ужасающей Пятёрки Чародея, он получил от него костюм, сделанный из того же материала, что и костюм Человека-факела. В бою против Фантастической четвёрки Гидромен был заморожен в атмосфере Титана.
Гидромен был нанят Капюшоном во время раскола между супер-героями, вызванного законом о сверхчеловеческой регистрации.
Гидромен появился во время событий Spider-Man: Brand New Day в баре вместе с другими супер-злодеями и Безымянным.
Во время событий Spider-Island Гидромен сражался с Молодыми союзниками и Человеком-Пауком.
Когда сознания Человека-Паука и Доктора Осьминога поменялись местами, тот послал сообщение другим супер-злодеям захватить «Человека-Паука» и привести его живым к «Доктору Осьминогу». Гидромен был одним из тех, кому было адресовано это сообщение. Он был побеждён и захвачен сотрудниками «Horizon Labs».

### Второй Гидромен
После боя Человека-Паука с Королём гоблинов было выявлено, что Родерик Кингсли продал один из костюмов Гидромена неизвестному преступнику. Он был замечен в баре среди других фаворитов Хобгоблина во время визита Электро.

## Силы и способности
Тело Морриса Бенча полностью состоит из воды, оно неуязвимо для большинства физических атак, а контроль над ней дает ему большие возможности. Управляя водой, он может создавать потоки воды и волны. В форме воды, Моррис Бенч может пролезть где угодно, он может быстро перемещаться через обычную воду, например, по канализации. Супер-герои, сражавшиеся против супер-злодея, часто использовали его слабости — испаряли воду или отрезали ему путь к другому источнику воды. В испаренном состоянии, Моррису Бенчу нужно довольно много времени, чтобы собрать себя вновь из влаги в воздухе.

## Альтернативные версии

### What IF?
В "Фантастическая пятёрка: Серебряный Сёрфер Гидромен и другие члены Ужасающей Четвёрки были побеждены Фантастической Четвёркой после того, как к ним присоединился Серебряный Сёрфер.

### Spider-Man: Reign
В Spider-Man: Reign Гидромен появляется как один из членов Зловещей шестёрки. Они контролируют и терроризируют мэра Нью-Йорка. Гидромен погибает, когда вступает в контакт с Электро при попытке убить Человека-Паука.

## Вне комиксов

### Телевидение

Гидромен в мультсериале «Человек-паук» 1994 года

- В мультсериале 1994 года «Человек-паук» Гидромен, озвученный Робом Полсеном, впервые появился в одноимённой серии второго сезона. В прошлом Моррис Бенч был школьной любовью Мэри Джейн Уотсон, но она рассталась с ним, когда поняла, что сделала большую ошибку. Бенч был исключён из школы и по настоянию собственных родственников отправился служить на военно-морской флот. В результате несчастного случая он получил супер-способности манипулировать водой. Встав на путь преступника, Морри начал грабить ювелирные магазины, надеясь дорогими подарками завоевать сердце Мэри Джейн, которой он стал откровенно одержим. Впоследствии он похитил её, однако вместе с Человеком-пауком ей удалось заманить Гидромена на крышу высокого дома, где он испарился и таким образом погиб. Затем Гидромен неожиданно возвращается в пятом сезоне, где похищает Мэри Джейн у её мужа Питера Паркера. Благодаря Чёрной кошке Человеку-пауку удаётся найти Гидромена. В ходе их боя Мэри Джейн обнаруживает, что тоже может управлять водой. Выясняется, что Морри и Мэри Джейн были клонированы учёным Майлзом Уорреном. Ввиду того, что существование обоих клонов было ограничено, он и Мэри Джейн одновременно полностью растворяются в воздухе, и таким образом погибают.

Гидромен использовался создателями вместо Песочного Человека, так как персонажа нельзя было использовать из-за рассмотрения того как одного из злодеев фильма Джеймса Кэмерона о Человеке-пауке, который так и не был снят.
- В мультсериале 1994 года «Фантастическая Четвёрка» Гидромен — член Ужасающей Четвёрки. Его озвучил Брэд Гарретт. Его внешность не отличается от внешности в мультсериале о Человеке-пауке.
- Моррис Бенч, озвученный Биллом Фагербейком в образе человека имеет небольшое камео во втором сезоне мультсериала «Новые приключения Человека-паука».
- Гидромен появляется в мультсериале Совершенный Человек-паук.

### Кино
- В фильме «Человек-паук: Вдали от дома» фигурирует Водный Элементаль, основанный на образе Гидромена. Он появляется в Венеции и разоряет окрестности. Человек-Паук пытается атаковать монстра с помощью паутины, но это не помогает, и Элементаль замечает врага. Он наносит водный удар по Человеку-Пауку. Вдруг появляется Мистерио и с помощью «магии» противостоит монстру. Мистерио выводит его из водных каналов и уничтожает. Позже Человек-Паук находился в компании класса, где Флэш Томпсон читает статью BuzzFeed, согласно которой Водный Элементаль на самом деле был моряком по имени Моррис Бенч, который из-за экспериментального генератора воды превратился в водного монстра по имени Гидромен. Когда Ник Фьюри привёл Человека-Паука к Мистерио, Мистерио рассказал, что Элементалы родились в чёрной дыре и уничтожили его родной мир Землю-833. Из-за эффекта Щелчка Элементали появились на их Земле (616) и атаковали те же места, что и на Земле-833. Потом Человек-Паук с помощью ЭмДжей понял что на самом деле, Элементали были иллюзиями, созданными Мистерио и его коллегами из Старк Индастриз, чтобы Мистерио выглядел как герой.
- В фильме Космический джем: Новое поколение одна из цифровых верисий величайших звёзд баскетбола имеет 2 вида способностей, первый вид основан на способностях Гидромена, а второй на способностях Человека Факела.

### Видеоигры
- Гидромен появляется в игре Spider-Man: The Animated Series 1995 года на одном из уровней в канализации.
- В игре Marvel: Avengers Alliance для Facebook Гидромен является одним из боссов.
- Мэттью Мерсер озвучил Гидромена в мобильной игре Spider-Man Unlimited.
- В игре The Amazing Spider-Man упоминается репортером Уитни Чанг, как таинственный человек, который управлял водой.